# 豹貓守宮
豹貓守宮（ocelot gecko或panther gecko） (學名：Paroedura picta) 是一種在馬達加斯加森林的落葉層中發現的黃昏地面棲息的守宮
，也是一種受歡迎的寵物。 它有時被稱為馬達加斯加地面守宮(Madagascar ground gecko)、馬達加斯加肥尾守宮(Malagasy fat-tailed gecko)、肥頭守宮(fat-headed gecko)、斑紋守宮(pictus gecko)。

## 特點
自然出現為帶有黑色斑紋的棕色蜥蜴。 有些個體也可能有白色的背部條紋。 在飼養條件下，有多種顏色階段可供選擇，包括低色、橙色、無紅色和無色（黃色）。
它們的體型通常為 4—6英寸（10—15），一些精心照料的雄性體型可達 8英寸（20）。 總的來說，它們比一般的守宮要小。 這些生物具有細長的身體和狹窄而尖的頭部，並且有多種顏色。 顏色通常為棕色、灰色和奶油色，帶有類似於豹貓斑點的斑紋或斑點。 它們還擁有大而圓的眼睛、垂直的瞳孔和粘性趾墊，使它們能夠攀爬並粘附在表面上。
豹貓守宮不是真正的攀爬守宮，但確實有能力攀爬一些表面。 眾所周知，在飼養狀態下，如果受到驚嚇，它會爬上玻璃容器的側面。
它們完全是食蟲。
他們是夜間生物。 他們整天躲在裂縫或岩石下。 在它們喜歡的狩獵時間，即黃昏和黎明之間，觀察它們的效果最好。

## 飼養
這些守宮在飼養條件下表現良好，但不喜歡被觸摸，如果害怕的話可能會咬人。 它們在圈養下可以生活六到十年。

## 資料來源
1. ↑  Glaw, Frank; Vences, Miguel.  3rd. Cologne, Germany: Vences & Glaw Verlags. 2007. ISBN 978-3929449037.
2. ↑  Kataria, Kaajal. . Pet Engineers. 2023-01-11  [2023-03-20]. （原始内容存档于2023-03-20） （美国英语）.
3. ↑  . TheGeckoSpot.net.   [2018-09-17]. （原始内容存档于2019-08-16）.
4. ↑  Bergman, Julie. . Reptiles Magazine.   [2018-08-09]. （原始内容存档于2019-08-04）.